# Негарантированная доставка
Негарантированная доставка (англ. Best Effort Service) — в компьютерных сетях тип обслуживания сети, в котором сеть не может ни гарантировать, что данные достигнут своего назначения, ни предоставить пользователю определённого качества обслуживания (QoS).
В сети такого типа обслуживания все пользователи получают лучший на данный момент сервер, таким образом, у них будут разные ширина полосы пропускания и время отклика в зависимости от объёма трафика в сети.

## Примеры
Прекрасной иллюстрацией работы данной модели может служить ежедневная рассылка отправлений почтовой службой. Отправка писем не программируется заранее в почтовом отделении, только почтальон несёт ответственность за то, чтобы письмо дошло до адресата. В случае, когда в почтовое отделение поступает слишком много писем, доставка может затянуться на несколько дней, и при любом раскладе адресант не будет уве́домлен, доставлено его сообщение или нет.
В телематических сетях услуги типа негарантированной доставки могут обеспечить коррекцию ошибок и даже некоторую отказоустойчивость при передаче данных (например, CSMA/CD). Тем не менее они по определению не могут гарантировать фактическую доставку данных для всех случаев. Поэтому, как правило, надёжность связи делегируется в другом протоколе вышестоящего уровня.
Среди сетевых протоколов передачи данных имеется множество примеров модели негарантированной доставки. К ним относятся:
- HDLC и Ethernet (Канальный уровень)
- IP (Сетевой уровень)
- UDP и UDP-Lite (Транспортный уровень).

## Интернет и протокол IP
Сеть Интернет следует правилу негарантированной доставки, то есть, без каких-либо гарантий качества обслуживания. Согласно этому механизму, сеть обеспечивает равное отношение ко всем пакетам данных, не выделяя приоритет какому-либо типу трафика. Проблема такого подхода заключается в том, что при большом трафике и возникновении сильной перегрузки сети, могут быть отброшены пакеты информации, необходимой для передачи.
Протокол IP, положенный в основу большей части связей в сети, не предоставляет никакого механизма определения достижения пакетом пункта назначения. IP только заботится о проверки целостности передаваемых данных, используя контрольные суммы в заголовках пакетов (также называемых IP-датаграммы). По этой причине, говорят, что IP обеспечивает ненадёжную услугу датаграмм, поскольку не гарантирует получения всех пакетов. Такое отсутствие гарантий доставки может привести к тому, что пакеты до адресата дойдут повреждёнными, дублированными или в нарушенном порядке, а некоторые пакеты даже могут потеряться по пути. В соответствии с эталонной моделью OSI, проверка надёжности передачи находится под ответственностью протоколов транспортного уровня, таких как TCP.

### Ограничения модели
Для мультимедийных приложений и приложений в режиме реального времени (видеоконференции, потоковое видео и т. д.), обязанных поддерживать существующие сети передачи данных при огромных требованиях трафика и очень низком времени отклика, протоколы и традиционные услуги оказываются устаревшими. Единственными сетями, разработанными для поддержки как традиционного трафика (TCP и UDP), так и трафика в реальном времени являются сети ATM. Тем не менее, использование ATM предполагает создание второй сетевой инфраструктуры для трафика в реальном времени или замены предыдущей конфигурации, основанной на IP, для ATM. При этом оба варианта являются дорогостоящими.
Кроме того, вышеупомянутые недостатки модели негарантированной доставки привели к появлению более надёжных альтернатив, предназначенных для обеспечения качества обслуживания (QoS) и надёжности в соединениях. Это, так называемые, Дифференцированные услуги (DiffServ) и Интегрированные услуги (IntServ); оба типа обеспечивают гарантию окончательной доставки данных в сети.

## Телефонная сеть
Примером сети, действующей не по модели негарантированной доставки, могут служить проводные телефонные сети. Они строят свою работу на технологии коммутации каналов. Во время установления соединения резервируются необходимые линии и ресурсы телефонной станции, и в случае, если это невозможно, сигнал занятости информирует пользователя о том, что звонок в настоящее время не может быть совершён. Эта модель не позволяет какому-либо звонку прерываться из-за перегрузки сети и обеспечивает постоянную пропускную способность.